# Xuân Liên
Xuân Liên là một xã thuộc huyện Nghi Xuân, tỉnh Hà Tĩnh, Việt Nam.

## Địa lý
Xã Xuân Liên nằm ở phía đông nam huyện Nghi Xuân, nằm trên trục tỉnh lộ 22/12, cách thành phố Hà Tĩnh 34 km về phía Bắc, cách huyện lỵ Nghi Xuân 11 km về phía Đông Nam, có vị trí địa lý:
- Phía đông giáp Biển Đông
- Phía tây và phía bắc giáp xã Cổ Đạm
- Phía nam giáp xã Cương Gián và xã Thiên Lộc.

Xã Xuân Liên có diện tích 11,35 km², dân số năm 2022 là 8.316 người, mật độ dân số đạt 732 người/km².

## Hành chính
Xã Xuân Liên được chia thành 7 thôn: An Phúc Lộc, Cường Thịnh, Lâm Hải Hoa, Lâm Phú Thịnh, Lâm Vượng, Tân Trù, Trung Vượng.

## Lịch sử
Ngày 15 tháng 12 năm 2019, HĐND tỉnh Hà Tĩnh ban hành Nghị quyết số 185/NQ-HĐND về việc:
- Thành lập thôn Lâm Phú Thịnh trên cơ sở thôn Lâm Phú và thôn Lâm Thịnh.
- Thành lập thôn Lâm Hải Hoa trên cơ thôn Lâm Hải và thôn Lâm Hoa.
- Thành lập thôn Tân Trù trên cơ sở một phần của 4 thôn: Linh Tân, Linh Trung, Linh Trù, Linh Vượng.
- Thành lập thôn Trung Vượng trên cơ sở phần còn lại của 4 thôn: Linh Tân, Linh Trung, Linh Trù, Linh Vượng.